# Никифоров, Евгений Михайлович
Евгений Михайлович Никифоров  (1926—2000) — советский сержант, пулемётчик 487-го стрелкового полка, 143-й стрелковой дивизии, 47-й армии, 1-го Белорусского фронта. Полный кавалер Ордена Славы.

## Биография
Родился 26 декабря 1926 года в посёлке Волхове, Ленинградской области в рабочей семье. Окончил четыре класса, в период начала войны его семья была эвакуирована в Сибирь.
С 1943 года призван в ряды РККА и в 1944 году отправлен в действующую армию — пулемётчик 487-го стрелкового полка, 143-й стрелковой дивизии, 47-й армии воевал на 1-м Белорусском фронте.
19 сентября 1944 года рядовой Е. М. Никифоров в оборонительном бою у города Прага, пропустив через себя танки противника, встретил пехоту пулемётным огнём и заставил гитлеровцев отступить, уничтожив при этом до двадцати солдат противника и одного офицера. За это 18 октября 1944 года Указом Президиума Верховного Совета СССР Е. М. Никифоров был награждён Орденом Славы 3-й степени.
11 октября 1944 года младший сержант Е. М. Никифоров в районе деревни Дворска при отражении контратаки противника огнём из пулемёта уничтожил более десяти гитлеровцев. 29 октября 1944 года Указом Президиума Верховного Совета СССР Е. М. Никифоров был награждён Орденом Славы 3-й степени. 13 сентября 1996 года приказом министра обороны России Е. М. Никифоров был перенаграждён Орденом Славы 1-й степени № 535.
15 января 1945 года при прорыве обороны противника севернее города Варшава и форсировании реки Висла сержант Е. М. Никифоров находился в первых рядах и лично уничтожил своим огнём две пулемётные точки и до пятнадцати гитлеровцев, был ранен. 27 октября 1945 года Указом Президиума Верховного Совета СССР Е. М. Никифоров был награждён Орденом Славы 2-й степени.
В 1945 году сержант Е. М. Никифоров был демобилизован из рядов Советской армии. Учился в школе фабрично-заводского обучения, работал электросварщиком рельсосварочного цеха в городе Лодейное Поле. Умер 27 июня 2000 года в городе Лодейное Поле.

## Награды
- Орден Славы I степени (1996)
- Орден Славы II степени (1945)
- Орден Славы III степени (1944)
- Орден Отечественной войны I степени (1985)